# Iina Salmi
Iina Reetta Salmi (Espoo, 12 ottobre 1994) è una calciatrice finlandese, centrocampista dell'HJK.

## Palmarès
- Campionato finlandese: 3

PK-35 Vantaa: 2011, 2012, 2015
- Coppa di Svezia: 1

Rosengård: 2015-2016
- Coppa di Finlandia: 3

PK-35 Vantaa: 2011, 2012, 2013
- Supercoppa svedese: 1

Rosengård: 2016